# Wings Over the World Tour
Wings Over the World Tour fue la cuarta gira musical del grupo británico Wings, realizada entre 1975 y 1976 con conciertos en Gran Bretaña, Australia, Europa, Estados Unidos y Canadá. La etapa norteamericana incluyó los primeros conciertos de Paul Mccartney en la región en casi diez años, después de que The Beatles dejasen las giras en 1966, y fue la única vez que el grupo tocó en los Estados Unidos y en Canadá. La gira mundial fue bien recibida por la prensa musical y dio como resultado Wings Over America, un triple álbum en directo publicado por la compañía discográfica Capitol Records en diciembre de 1976. Además, la gira fue documentada en el documental televisivo Wings Over the World (1979) y en el largometraje Rockshow (1980).
La lista de canciones incluyó material de los discos más exitosos de Wings: Band on the Run (1973), Venus and Mars (1975) y Wings at the Speed of Sound (1976), así como composiciones de McCartney con The Beatles como «Yesterday», «Lady Madonna» y «The Long and Winding Road». La inclusión de estas canciones marcó la primera vez que McCartney interpretaba material del catálogo de The Beatles desde su separación. Además de McCartney, la formación de Wings incluyó a su mujer Linda, Denny Laine, Jimmy McCulloch y Joe English, así como una sección de vientos liderada por Howie Casey.

## Historia
En contraste con las primeras giras de Wings, de bajo perfil, Wings Over the World fue una gira musical muy publicitada que tuvo lugar en estadios cubiertos y en arenas. Cerca de un millón de personas acudieron a los 66 conciertos, que fueron divididos en seis etapas: en septiembre de 1975 por Gran Bretaña, en noviembre por Australia, en marzo de 1976 por Europa, entre mayo y junio por Norteamérica, una vuelta a Europa en septiembre del mismo año, y tres conciertos finales en el Wembley de Londres en octubre. También fue planeada una etapa por Japón, pero fue cancelada por las autoridades del país debido al arresto de los McCartney en Suecia a causa de posesión de marihuana.
La gira mundial siguió a la publicación de Venus and Mars (1975), mientras que su sucesor, Wings at the Speed of Sound (1976) fue completado después de los conciertos del grupo por Australia. Tanto Venus and Mars como su predecesor, Band on the Run, estuvieron ampliamente representados en la lista de canciones de los conciertos, mientras que canciones de Speed of Sound fueron introducidas en las listas a partir de marzo de 1976.
Con el fin de demostrar que Wings no era un grupo monopolizado por McCartney, los conciertos incluyeron canciones cantadas pro otros miembros de la banda. Denny Laine fue la voz principal de varias canciones, incluyendo «Go Now» y «Richard Cory». Jimmy McCulloch también cantó la voz principal en «Medicine Jar», una composición propia incluida en Venus and Mars. De particular interés para el público fue la decisión de McCartney de volver a interpretar en directo canciones de The Beatles como «Yesterday» y «The Long and Winding Road», que incluyeron arreglos de vientos en lugar de la orquestación original. 

### Wings Over America

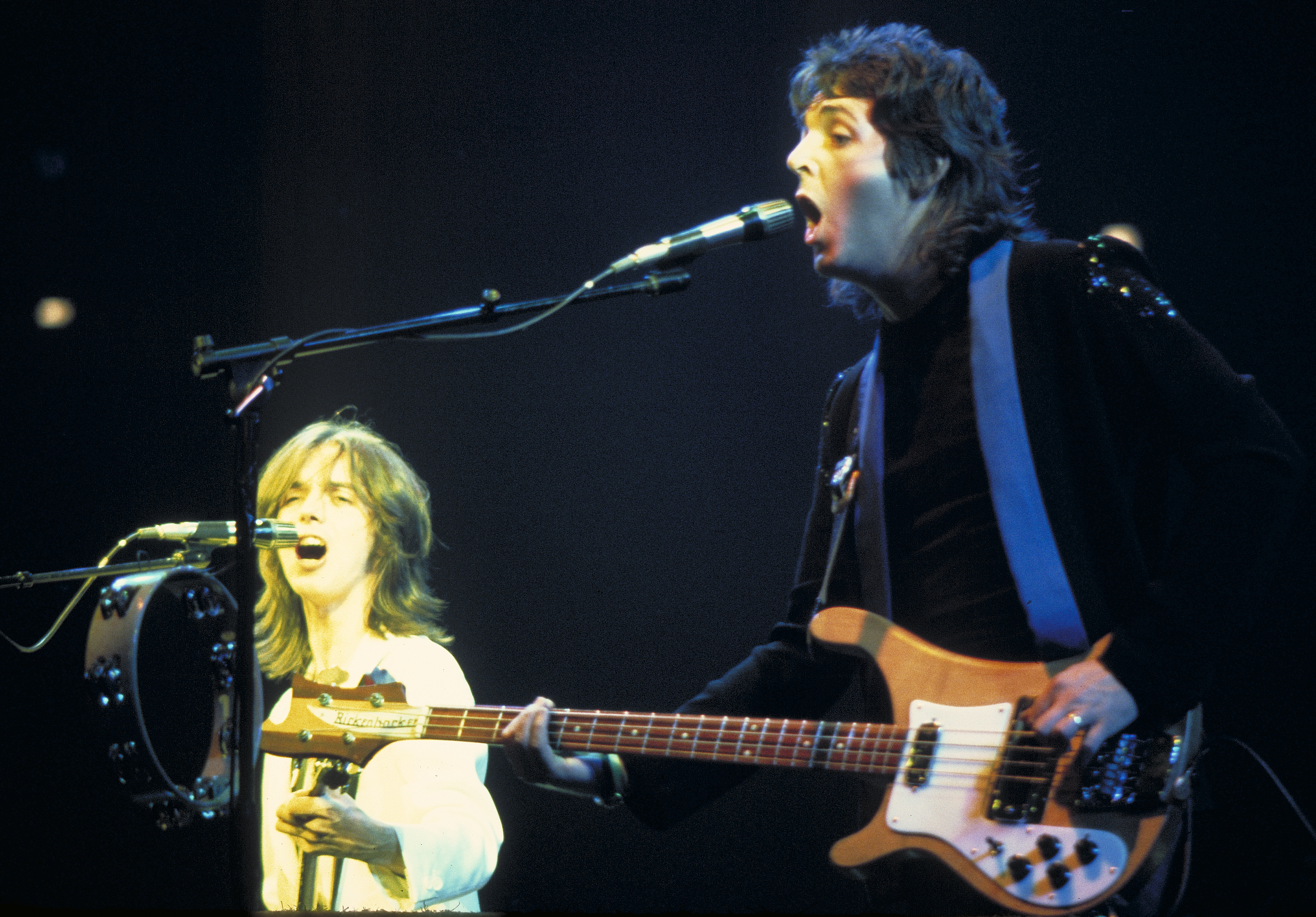
Jimmy McCulloch y Paul McCartney durante la gira.

Más de 600 000 personas acudieron a los 31 conciertos de Wings en los Estados Unidos y Canadá, que tuvieron lugar entre el 3 de mayo y el 23 de junio de 1976. Con el fin de reducir el estrés que pudieran causar los viajes en sus hijos pequeños, la familia alquiló casas en Nueva York, Dallas, Chicago y Los Ángeles. Cada noche, los McCartney volaban en un BAC One-Eleven fletado lo más cerca posible de las cuatro propiedades.
La primera etapa de la gira tuvo que ser retrasada casi un mes debido a que Jimmy McCulloch, guitarrista del grupo, sufrió la rotura de un dedo después de resbalar en la bañera de un hotel de París. En uno de los conciertos de Los Ángeles, Ringo Starr, compañero de McCartney en The Beatles, se unió al grupo en el escenario y le dio un ramo de flores.  
Parte de los conciertos fueron grabados. Las mejores interpretaciones fueron posteriormente recopiladas, después de varias sobregrabaciones de estudio, y publicadas en Wings Over America en diciembre de 1976. Además, un documental sobre la gira con material filmado en Seattle, Nueva York y Los Ángeles fue publicado en 1980 por Miramax Films en Rockshow.

## Lista de canciones
Conciertos de 1975
1. "Venus and Mars/Rock Show"/"Jet"
2. "Let Me Roll It"
3. "Spirits of Ancient Egypt"
4. "Little Woman Love/"C Moon"
5. "Maybe I'm Amazed"
6. "Lady Madonna"
7. "The Long and Winding Road"
8. "Medicine Jar"
9. "Picasso's Last Words (Drink to Me)"
10. "Richard Cory"
11. "Bluebird"
12. "I've Just Seen a Face"
13. "Blackbird"
14. "Yesterday"
15. "You Gave Me the Answer"
16. "Magneto and Titanium Man"
17. "Go Now"
18. "Letting Go"
19. "Live and Let Die"
20. "Call Me Back Again"
21. "My Love"
22. "Listen to What the Man Said"
23. "Junior's Farm"
24. "Band on the Run"
25. "Hi, Hi, Hi"
26. "Soily"

Conciertos de 1976
1. "Venus and Mars"/"Rock Show"/"Jet"
2. "Let Me Roll It"
3. "Spirits of Ancient Egypt"
4. "Medicine Jar"
5. "Maybe I'm Amazed"
6. "Call Me Back Again"
7. "Lady Madonna"
8. "The Long and Winding Road"
9. "Live and Let Die"
10. "Picasso's Last Words (Drink to Me)"
11. "Richard Cory"
12. "Bluebird"
13. "I've Just Seen a Face"
14. "Blackbird"
15. "Yesterday"
16. "You Gave Me the Answer"
17. "Magneto and Titanium Man"
18. "Go Now"
19. "My Love"
20. "Listen to What the Man Said"
21. "Let 'Em In"
22. "Time to Hide"
23. "Silly Love Songs"
24. "Beware My Love"
25. "Letting Go"
26. "Band on the Run"
27. "Hi, Hi, Hi"
28. "Soily"

## Banda
- Paul McCartney: voz, bajo, guitarra acústica, teclados y piano.
- Linda McCartney: teclados, piano, percusión, pandereta y coros.
- Denny Laine: guitarra acústica y eléctrica, bajo, pandereta, piano, percusión, armónica, teclados y coros.
- Jimmy McCulloch: guitarra acústica y eléctrica, pandereta, bajo y coros
- Joe English: batería y coros

Otros músicos
- Tony Dorsey: trombón
- Thaddeus Richard: saxofón, clarinete y flauta
- Steve Howerd: trompeta y fliscorno
- Howie Casey: saxofón

## Fechas
| Fecha                    | Ciudad              | País           | Escenario                      |
| Europa                   | Europa              | Europa         | Europa                         |
| ------------------------ | ------------------- | -------------- | ------------------------------ |
| 9 de septiembre de 1975  | Southampton         | Reino Unido    | Gaumont                        |
| 10 de septiembre de 1975 | Bristol             | Reino Unido    | Hippodrome                     |
| 11 de septiembre de 1975 | Cardiff             | Reino Unido    | Capitol Theatre                |
| 12 de septiembre de 1975 | Manchester          | Reino Unido    | Free Trade Hall                |
| 13 de septiembre de 1975 | Birmingham          | Reino Unido    | Hippodrome                     |
| 15 de septiembre de 1975 | Liverpool           | Reino Unido    | Empire Theatre                 |
| 16 de septiembre de 1975 | Newcastle upon Tyne | Reino Unido    | City Hall                      |
| 17 de septiembre de 1975 | Londres             | Reino Unido    | Hammersmith Odeon              |
| 18 de septiembre de 1975 | Londres             | Reino Unido    | Hammersmith Odeon              |
| 20 de septiembre de 1975 | Edinburgh           | Reino Unido    | Usher Hall                     |
| 21 de septiembre de 1975 | Glasgow             | Reino Unido    | Apollo Centre                  |
| 22 de septiembre de 1975 | Aberdeen            | Reino Unido    | Capitol Theatre                |
| 23 de septiembre de 1975 | Dundee              | Reino Unido    | Caird Hall                     |
| Oceania                  |                     |                |                                |
| 1 de noviembre de 1975   | Perth               | Australia      | Entertainment Centre           |
| 4 de noviembre de 1975   | Adelaide            | Australia      | Apollo Stadium                 |
| 5 de noviembre de 1975   | Adelaide            | Australia      | Apollo Stadium                 |
| 7 de noviembre de 1975   | Sídney              | Australia      | Hordern Pavilion               |
| 8 de noviembre de 1975   | Sídney              | Australia      | Hordern Pavilion               |
| 10 de noviembre de 1975  | Brisbane            | Australia      | Festival Hall                  |
| 11 de noviembre de 1975  | Brisbane            | Australia      | Festival Hall                  |
| 13 de noviembre de 1975  | Melbourne           | Australia      | Sidney Myer Music Bowl         |
| 14 de noviembre de 1975  | Melbourne           | Australia      | Sidney Myer Music Bowl         |
| Europa                   |                     |                |                                |
| 20 de marzo de 1976      | Copenhague          | Dinamarca      | Folketeatret                   |
| 21 de marzo de 1976      | Copenhague          | Dinamarca      | Folketeatret                   |
| 23 de marzo de 1976      | Berlín              | Alemania       | Deutschlandhalle               |
| 25 de marzo de 1976      | Róterdam            | Países Bajos   | Ahoy Sportpaleis               |
| 26 de marzo de 1976      | París               | Francia        | Pavillon de Paris              |
| Norteamérica             |                     |                |                                |
| 3 de mayo de 1976        | Fort Worth          | Estados Unidos | Tarrant County Convention Hall |
| 4 de mayo de 1976        | Houston             | Estados Unidos | The Summit                     |
| 7 de mayo de 1976        | Detroit             | Estados Unidos | Olympia                        |
| 8 de mayo de 1976        | Detroit             | Estados Unidos | Olympia                        |
| 9 de mayo de 1976        | Toronto             | Canadá         | Maple Leaf Gardens             |
| 10 de mayo de 1976       | Richfield           | Estados Unidos | Richfield Coliseum             |
| 12 de mayo de 1976       | Philadelphia        | Estados Unidos | Spectrum                       |
| 14 de mayo de 1976       | Philadelphia        | Estados Unidos | Spectrum                       |
| 15 de mayo de 1976       | Landover            | Estados Unidos | Capital Centre                 |
| 16 de mayo de 1976       | Landover            | Estados Unidos | Capital Centre                 |
| 18 de mayo de 1976       | Atlanta             | Estados Unidos | Omni Coliseum                  |
| 19 de mayo de 1976       | Atlanta             | Estados Unidos | Omni Coliseum                  |
| 21 de mayo de 1976       | Uniondale           | Estados Unidos | Nassau Coliseum                |
| 22 de mayo de 1976       | Boston              | Estados Unidos | Boston Garden                  |
| 24 de mayo de 1976       | Nueva York          | Estados Unidos | Madison Square Garden          |
| 25 de mayo de 1976       | Nueva York          | Estados Unidos | Madison Square Garden          |
| 27 de mayo de 1976       | Cincinnati          | Estados Unidos | Riverfront Coliseum            |
| 29 de mayo de 1976       | Kansas City         | Estados Unidos | Kemper Arena                   |
| 31 de mayo de 1976       | Chicago             | Estados Unidos | Chicago Stadium                |
| 1 de junio de 1976       | Chicago             | Estados Unidos | Chicago Stadium                |
| 2 de junio de 1976       | Chicago             | Estados Unidos | Chicago Stadium                |
| 4 de junio de 1976       | St. Paul            | Estados Unidos | Civic Center                   |
| 7 de junio de 1976       | Denver              | Estados Unidos | McNichols Arena                |
| 10 de junio de 1976      | Seattle             | Estados Unidos | Kingdome                       |
| 13 de junio de 1976      | Daly City           | Estados Unidos | Cow Palace                     |
| 14 de junio de 1976      | Daly City           | Estados Unidos | Cow Palace                     |
| 16 de junio de 1976      | San Diego           | Estados Unidos | San Diego Sports Arena         |
| 18 de junio de 1976      | Tucson              | Estados Unidos | Convention Center              |
| 21 de junio de 1976      | Inglewood           | Estados Unidos | The Forum                      |
| 22 de junio de 1976      | Inglewood           | Estados Unidos | The Forum                      |
| 23 de junio de 1976      | Inglewood           | Estados Unidos | The Forum                      |
| Europa                   |                     |                |                                |
| 19 de septiembre de 1976 | Viena               | Austria        | Stadthalle                     |
| 21 de septiembre de 1976 | Zagreb              | Yugoslavia     | Dom Sportova                   |
| 25 de septiembre de 1976 | Venecia             | Italia         | Piazza San Marco               |
| 27 de septiembre de 1976 | Munich              | Alemania       | Olympiahalle                   |
| Europa                   |                     |                |                                |
| 19 de octubre de 1976    | Londres             | Reino Unido    | Empire Pool                    |
| 20 de octubre de 1976    | Londres             | Reino Unido    | Empire Pool                    |
| 21 de octubre de 1976    | Londres             | Reino Unido    | Empire Pool                    |